# Darrin's Coconut Ass: Live from Omaha
Darrin's Coconut Ass: Live from Omaha è il primo album live del gruppo pop punk/ska punk statunitense Goldfinger, pubblicato il 9 novembre 1999 da Universal Records.
L'EP, che a dispetto del titolo è stato registrato in studio, è composto interamente di cover.

## Tracce
1. Just Like Heaven (The Cure cover) – 1:55
2. Is She Really Going Out with Him? (Joe Jackson cover) – 3:08
3. Feel Like Making Love (Bad Company cover) – 3:15
4. Nite Klub (The Specials cover) - 2:54
5. The Kids Are Alright (The Who cover) – 1:33
6. Downpressor Man (Peter Tosh cover) – 3:40
7. You Say You Don't Love Me (Buzzcocks cover) – 2:20
8. Man in the Suitcase (The Police cover) – 1:52

## Formazione
- John Feldmann – voce, chitarra, ingegneria del suono, missaggio, note
- Charlie Paulson – chitarra, voce d'accompagnamento
- Simon Williams – basso, voce d'accompagnamento
- Kelly LeMieux – basso (tracce 2 - 3)
- Darrin Pfeiffer – batteria, voce d'accompagnamento

### Crediti[2]
- Slamm Andrews - ingegneria del suono
- Mike Brannan - ingegneria del suono
- Eric Greedy - ingegneria del suono
- Joe Gastwirt - mastering
- Robbie Alexander - fotografia
- Ryan Bakerink - fotografia
- Gabrielle Geiselman - fotografia
- Geoff Moore - fotografia
- Adam Redner - fotografia, design, layout
- Jay Rifkin - produttore esecutivo
- Patrick McDowell - A&R